# Sky (Wolkenkratzer)
Sky, auch unter der Adresse 605 West 42nd Street und dem Namen The Atelier II bekannt, ist ein Wolkenkratzer in Manhattan in New York City, der Anfang 2008 erstmals der Öffentlichkeit vorgestellt wurde. Das Gebäude wurde als reiner Wohnturm konzipiert.

## Beschreibung
Der Wohnwolkenkratzer Sky befindet mit seiner Adresse 605 West 42nd Street an der Eleventh Avenue/Ecke 42nd Street im neu ausgewiesenen Viertel Hudson Yards, dessen nördlicher Teil zu Hell’s Kitchen (Midtown West) in Midtown Manhattan gehört.
Baubeginn für das Projekt war bereits im April 2008. Der Turm sollte ursprünglich eine Höhe von 188 Metern mit insgesamt 57 Etagen besitzen. Aufgrund der Finanzkrise wurden die Bauarbeiten jedoch wenig später wieder eingestellt. Ende März 2013 gab der Eigentümer bekannt, dass es neue Aktivitäten am Projekt gibt. Im Frühjahr 2013 begann man mit den Fundamentarbeiten. Zugleich wurden DOB (Department of Buildings - NYC) Dokumente eingereicht, welche eine Höhe von 200 Metern angeben. Da das DOB die Höhe immer nur bis zum letzt bewohnten Stockwerk angibt (also keine Masten / Antennen / Dachfirsten etc. berücksichtigt), konnte man davon ausgehen, dass der Turm über 200 Meter hoch werden wird. Anfang Januar 2015 wurde bekannt, dass die Endhöhe 206 Meter (676 Fuß) bei 60 Etagen beträgt. Am 5. Dezember 2014 erreichte das Gebäude seine Endhöhe. Insgesamt sind im Wohnturm 1175 luxuriöse Apartments untergebracht. Anfang 2016 öffnete das Gebäude offiziell seine Pforten.

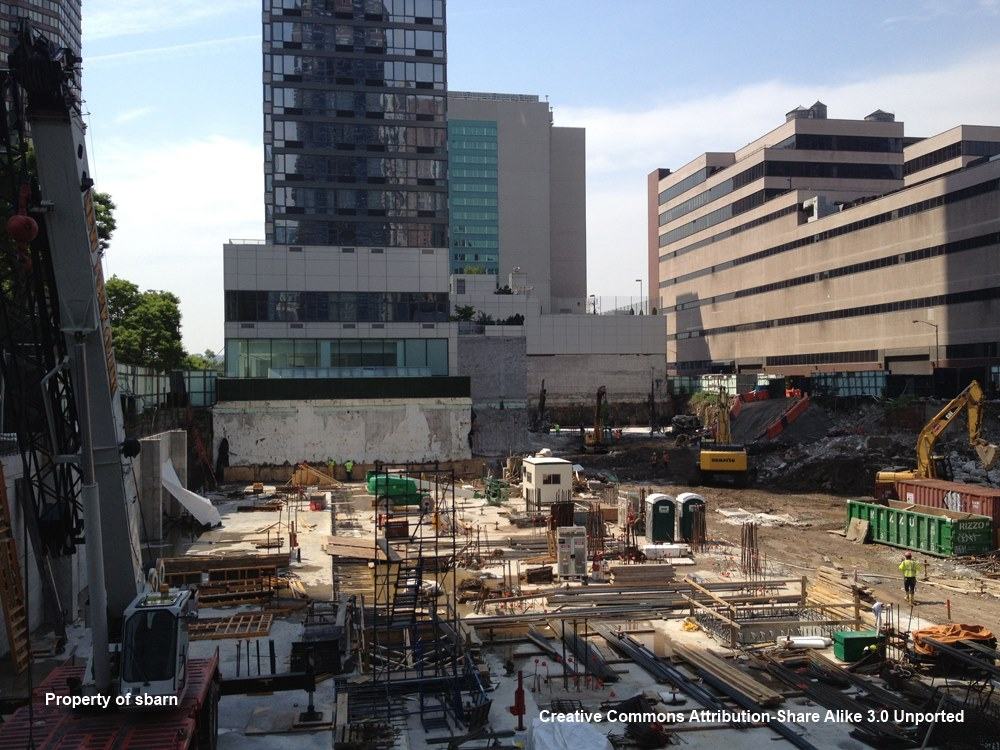
Bauarbeiten am Gebäude im Mai 2013
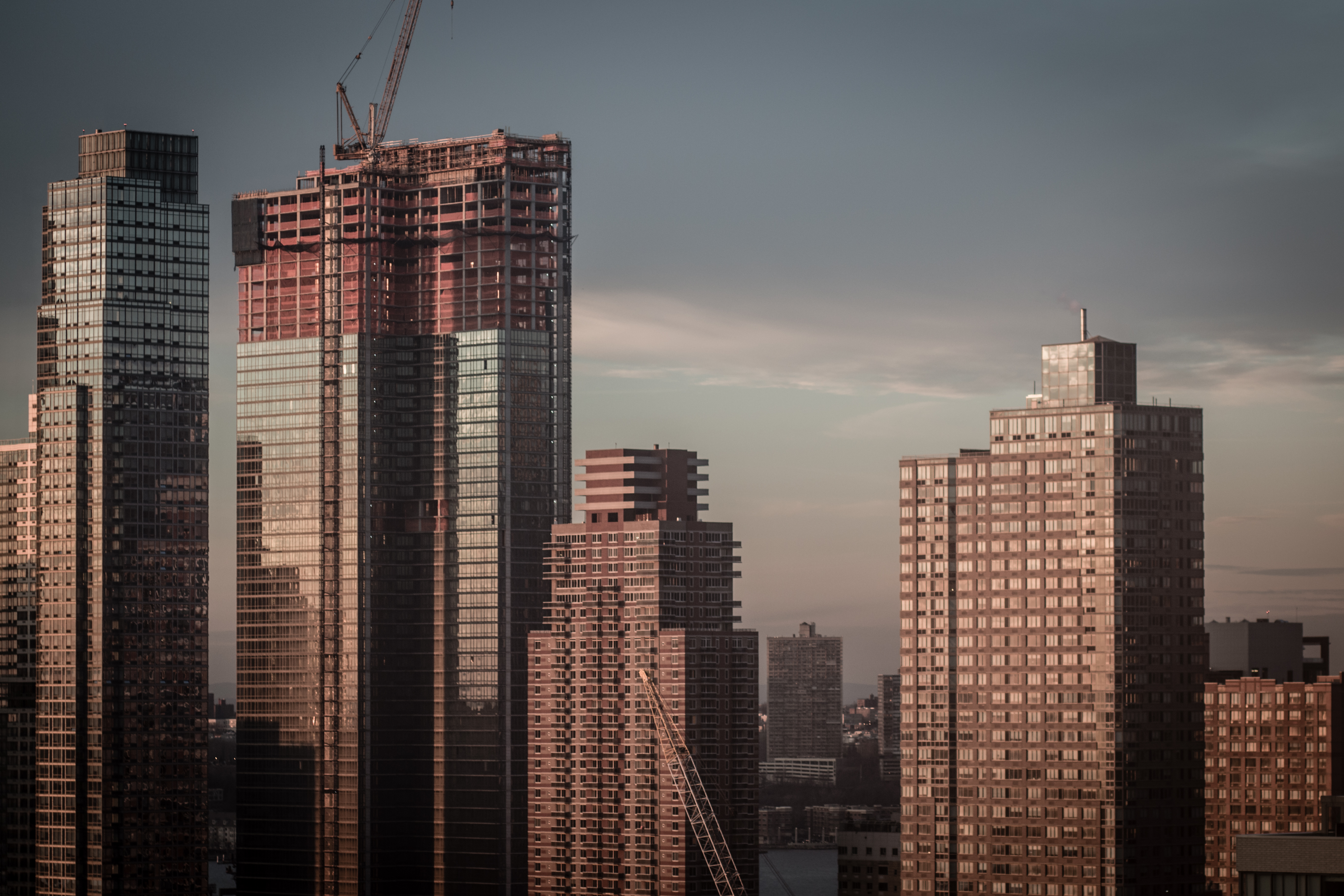
Der Turm Mitte Januar 2015
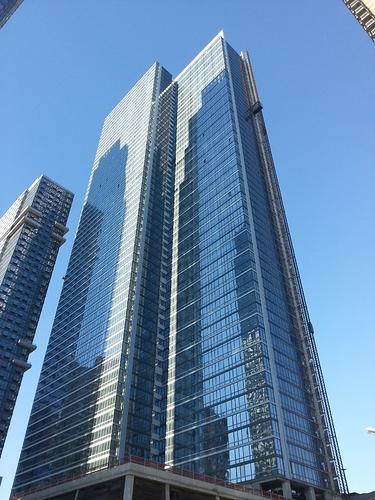
Der Turm Anfang November 2015
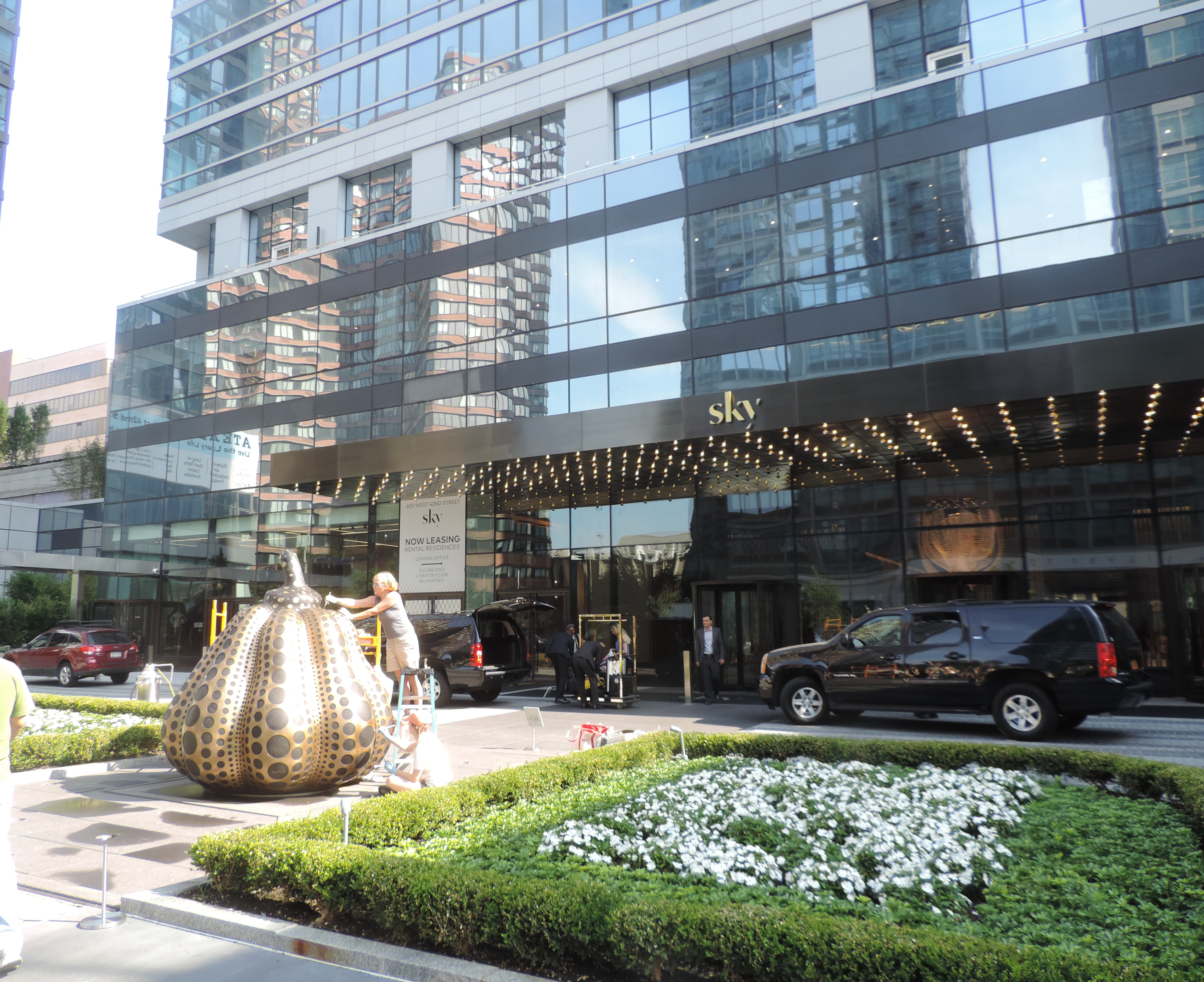
Eingangsbereich am 22. Juli 2016